# Иван Филипов (офицер)
Вижте пояснителната страница за други личности с името Иван Филипов.
Иван Василев Филипов е български офицер, генерал-майор.

## Биография
Иван Филипов е роден на 2 декември 1883 г. в Карлово. Завършва Военното училище в София през 1903 г. и започва да служи в трети артилерийски полк. Между 1907 и 1910 г. учи в Николаевската генералщабна академия в Санкт Петербург. От 1929 г. е началник на учебния отдел към щаба на армията. На следващата година е назначен за председател на военноисторическата комисия. През 1930 г. става командир на втора пехотна тракийска дивизия. От 1933 до 1934 г. е началник на 4 военноинспекционна област (четвърта армия във военно време). Излиза в запас през 1934 г.

## Военни звания
- Подпоручик (1903)
- Поручик (1906)
- Капитан (1 октомври 1910)
- Майор (1 март 1916)
- Подполковник (27 февруари 1918)
- Полковник (30 януари 1923)
- Генерал-майор (31 октомври 1930)